# Estadio Omladinski
El Omladinski stadion (en serbio cirílico: Омладински стадион) es un estadio de fútbol situado en el barrio de Karaburma de la ciudad de Belgrado, Serbia. El estadio tiene una capacidad para 20 000 espectadores y en él disputa sus partidos como local el OFK Belgrado. El recinto fue inaugurado el 10 de agosto de 1957 con la celebración del partido entre el Spartak Subotica y el FK Radnički Beograd. 

## Historia
La Comisión de Diseño de la Junta de Revisión del Comité Popular del Distrito de Belgrado aprobó el diseño final del Omladinski stadion (traducido al español: estadio de la Juventud) el 30 de agosto de 1956. El coste total de la construcción del estadio ascendió a 152 329 498 dinares yugoslavos.
El recinto fue inaugurado el 10 de agosto de 1957 con el nombre oficial de Omladinski stadion Jugoslavije (estadio de la Juventud de Yugoslavia) con la celebración del partido entre el Spartak Subotica y el FK Radnički Beograd. Días después se celebró el primer partido del OFK Belgrado en el estadio, el 24 de agosto, ante el FK Budućnost Podgorica, al que venció por tres goles a uno. La capacidad total del estadio era de 28 000 espectadores sin sentar.
Posteriormente fue construida la grada oeste, que incluía alrededor de 8000 espectadores. El OFK Belgrado firmó un contrato con el gobierno yugoslavo por 50 años para la utilización del estadio, a pesar de que era propiedad del TSK Šumadije, pero el régimen comunista no permitía la propiedad privada. Ese contrato expiró hace unos años y, desde entonces, el permiso para que el OFK use el recinto deportivo debe ser renovado cada año por la ciudad de Belgrado.
En 2000 se procedió a instalar asientos en las gradas, por lo que 10 600 localidades son sentadas. La remodelación incluyó los vestuarios, los edificios administrativos y el centro de prensa. El recinto se encuentra bien comunicado, pues en sus inmediaciones se encuentra una estación del Tranvía de Belgrado.